# Jerwand Sukiasjan
Jerwand Sukiasjan, orm. Երվանդ Սուքիասյան, ros. Ерванд Сукиасян (ur. 20 stycznia 1967 w Erywaniu, Armeńska SRR) – ormiański piłkarz, grający na pozycji obrońcy, reprezentant Armenii.

## Kariera piłkarska

### Kariera klubowa
W 1988 rozpoczął profesjonalną karierę piłkarską w Kotajku Abowian. Wcześniej występował w trzecioligowych zespołach Olimpija Asztarak i Olimpija Leninakan. Latem 1988 roku przeniósł się do Araratu Erywań. W 1991 został zaproszony do Dynama Kijów, z którym zdobył Mistrzostwo Ukrainy w 1993 oraz puchar krajowy w 1993. Na początku 1994 przeszedł do FK Boryspol. Następnie występował w zachodnioeuropejskich klubach FC Tirol Innsbruck, FC Kavala, Iraklis Saloniki, BV Cloppenburg. W 2002 zakończył karierę piłkarską w greckich klubach Leonidas Korfu i Kerkira Korfu.

### Kariera reprezentacyjna
W latach 1994–2001 występował w reprezentacji Armenii. Ogółem rozegrał 36 oficjalnych spotkań międzynarodowych.

## Kariera trenerska
W latach 2006–2007 trenował Lernajin Arcach Stepanakert.

## Nagrody i odznaczenia

### Sukcesy klubowe
- mistrz Ukrainy: 1993.
- wicemistrz Ukrainy: 1992.
- wicemistrz Austrii: 1996.
- zdobywca Pucharu Ukrainy: 1993.

### Odznaczenia
- tytuł Mistrza Sportu Ukrainy.